# Большие надежды (фильм, 1946)
«Большие надежды» (англ. Great Expectations) — британская экранизация одноимённого романа Чарльза Диккенса, которая была поставлена в 1946 году Дэвидом Лином. Считается эталоном экранизации литературного произведения и едва ли не лучшим фильмом по мотивам произведений Диккенса. В 1999 году Британский институт кино включил «Большие надежды» в пятёрку лучших фильмов в истории национального кинематографа.

## Сюжет
Запутанный сюжет романа в фильме сведён к нескольким основным линиям.
Деревенский мальчик-сирота по прозвищу Пип живёт в доме своей старшей сестры миссис Гарджери и ее мужа Джо, кузнеца по профессии. Пип и Джо постоянно испытывают на себе крутой нрав заносчивой и деспотичной женщины, что делает их товарищами по несчастью и лучшими друзьями.
Однажды, навещая могилу родителей, Пип встречает на кладбище жуткого беглого каторжника. Поддавшись на его угрозы, мальчик приносит ему из дома съестные припасы и напильник, чтобы тот смог избавиться от кандалов. Уже на следующий день каторжник на глазах у Пипа попадает в руки полиции. Мальчик жестами дает ему понять, что не причастен к его поимке. В свою очередь, чтобы мальчику дома не попало за пропажу еды, пойманный беглец объявляет в присутствии полиции, что это он совершил кражу в доме кузнеца. Дальнейшая судьба несчастного мужчины Пипу неизвестна.
Мисс Хэвишэм, пожилая, эксцентричная и очень состоятельная дама, уже много лет как отгородилась от мира (и даже от солнечного света) в стенах своего огромного особняка. В поисках товарища для игр своей приёмной дочери Эстеллы она останавливает свой выбор на Пипе. Мальчик сразу влюбляется в заносчивую высокомерную красавицу, воспитанную так, чтобы разбивать мужские сердца. С тех пор Пипом овладевает практически неосуществимая для него мечта стать джентльменом, чтобы достигнуть равного с Эстеллой общественного положения. Через некоторое время мисс Хэвишэм разлучает их, отправляя Эстеллу учиться во французский пансион.
Проходят годы. Пип работает в кузнице под руководством Джо. Однажды в их кузницу заходит адвокат Джеггерс, который сообщает, что его клиент, пожелавший остаться неизвестным, хочет обеспечить Пипа «блистательным будущим», для чего тот должен отправиться в Лондон и стать джентльменом.
Юноша быстро осваивается в столице и вливается в высшее общество. В своём новом статусе он вновь встречает повзрослевшую и ставшую ещё краше Эстеллу, светлое чувство к которой разгорается в его груди с новой силой. Пип наивно полагает, что в планы мисс Хэвишэм входит его бракосочетание с Эстеллой. Ему невдомёк, что средства на его роскошную жизнь предоставляет вовсе не мисс Хэвишэм, а тот самый каторжник, которому он когда-то протянул руку помощи.
Вскоре после раскрытия этой тайны Пипу открываются и многие другие: постепенно Пип узнаёт запутанную историю многолетней давности, связывающую между собой этого каторжника, Эстеллу, Мисс Хэвишем, адвоката Джеггерса и других действующих лиц...

## В ролях
- Джон Миллс — взрослый Пип
- Валери Хобсон — взрослая Эстелла
- Энтони Уэйджер — Пип в детстве
- Джин Симмонс — Эстелла в детстве
- Бернард Майлз — Джо Гарджери
- Фрэнсис Л. Салливан — мистер Джеггерс
- Мартита Хант — мисс Хэвишэм
- Финли Карри — Эйбел Мэгвич
- Алек Гиннесс — взрослый Герберт Покет
- Джон Форрест — Герберт Покет в детстве
- Фрида Джексон — миссис Гарджери
- Айвор Барнард — мистер Уэммик
- Торин Тэтчер — Бентли Драммл
- Фрида Джексон — миссис Джо
- Эйлин Эрскин — Бидди

## Работа над фильмом
Сценарий фильма родился из пьесы с участием тех же актёров — Алека Гиннесса (Херберт Покет) и Мартиты Хант (мисс Хэвишем). Эта постановка убедила Дэвида Лина в возможности без существенных потерь сократить число персонажей и сюжетных линий романа. Подготовкой сценария заведовал он сам. По мнению Р. Эберта, создателям ленты удалось вместить в 2-часовой хронометраж весь потенциал 525-страничного романа. Пессимистический финал книги был смягчён в угоду публике, критике буржуазного общества тоже не нашлось места в фильме, зато в отношения Пипа с Хербертом Покетом добавился элемент лёгкой гомоэротики.
Фильм «Большие надежды» впервые познакомил широкую публику со знаменитыми впоследствии актёрами Алеком Гиннессом и Джин Симмонс. В роли 20-летнего Пипа режиссёр видел только 38-летнего Джона Миллса с его прямодушным, открытым лицом. Многих современных зрителей шокирует появление актёра не первой молодости в роли юного Пипа. Не менее спорным считается приглашение 30-летней Валери Хобсон на роль 17-летней Эстеллы.

## Успех
Выход фильма был встречен благосклонными рецензиями по обе стороны Атлантики. Оператор и художник-постановщик были удостоены престижной премии «Оскар»; кроме того, лента получила номинации в категориях «лучший фильм», «лучшая режиссура» и «лучший сценарий». Вдохновлённый успехом, Лин принялся за постановку другого романа Диккенса — «Оливера Твиста». С этого времени инициативу в экранизации произведений английского классика у Голливуда перехватили англичане.
По мнению Р. Эберта, сцены на кладбище в начале ленты повлияли на эстетику кормановского хоррора, а сцены в доме мисс Хэвишем вдохновляли Билли Уайлдера при работе над декорациями классического нуара «Бульвар Сансет» (1950).

## Оценки

### Критика
Ричард Уиннингтон из News Chronicle писал: «Диккенс никогда раньше не был экранизирован так продуктивно». 
Критик Роджер Эберт отметил, что картина «величайшая из всех экранизаций Диккенса».
На сайте Rotten Tomatoes фильм имеет рейтинг 100%, на основании 27 рецензий критиков, со средним баллом 8.4 из 10.

### Касса
Картина стала третьим по популярности фильмом в британском прокате в 1947 году и самым популярным фильмом в канадском прокате в 1948 году. 